# Меламед Григорій Мойсейович
Григорій Мойсейович Меламед (жовтень 1895, місто Гомель, тепер Білорусь — 1965, місто Москва, Російська Федерація) — радянський діяч, юрист, голова воєнного трибуналу Українського військового округу, заступник голови Верховного суду Української РСР. Член ВУЦВК. Член Комісії радянського контролю при РНК СРСР у 1934—1939 роках.

## Життєпис
Народився у жовтні 1895, в місті Гомель (тепер Білорусь), в єврейській родині бакалійника.
З січня 1911 по серпень 1915 року працював репетитором у місті Гомелі.
У 1914 році закінчив єврейську гімназію в рідному місті. З вересня 1915 по лютий 1917 року — студент юридичного факультету Психоневрологічного інституту в Петрограді.
У березні — листопаді 1917 року — завідувач паспортного відділу в Петрограді.
З 1911 по 1917 рік був членом Бунду, з травня 1917 року - член РСДРП(б).
У листопаді 1917 — березні 1918 року — завідувач юридичного відділу в Петрограді.
У квітні 1918 — березні 1919 року — слідчий, інструктор, член Колегії слідчих Всеросійської надзвичайної комісії (ВЧК) у Москві.
У березні — липні 1919 року — слідчий, завідувач юридичної частини, член губернської надзвичайної комісії (губЧК) у місті Одесі.
У серпні — жовтні 1919 року — начальник політичного відділу запасних частин 12-ї армії РСЧА в Києві.
У жовтні 1919 — лютому 1920 року — завідувач агітаційного відділу Управління із формування, комплектування і навчання військ 12-ї армії РСЧА в Новозибкові.
У лютому — вересні 1920 року — політичний санітарний інспектор 12-ї армії РСЧА в Ніжині.
У жовтні 1920 — червні 1921 року — член колегії воєнного трибуналу 6-ї та 4-ї армій РСЧА в Кременчуці та Сімферополі.
У червні — серпні 1921 року — член колегії воєнного трибуналу 3-го кінного корпусу 4-ї армії РСЧА в Мелітополі.
У серпні 1921 — січні 1922 року — заступник голови і член колегії воєнного трибуналу Харківського військового округу в Катеринославі.
У січні — листопаді 1922 року — заступник голови і член колегії воєнного трибуналу Київського військового округу в Києві.
У листопаді 1922 — грудні 1925 року — заступник голови, голова воєнного трибуналу Українського військового округу в Харкові.
У грудні 1925 — травні 1929 року — заступник голови Верховного суду Української СРР у Харкові.
У травні — жовтні 1929 року — завідувач відділу торгівлі виконавчого комітету Запорізької окружної ради.
З жовтня 1929 по грудень 1933 року — студент-«парттисячник» Харківського хіміко-технологічного інституту.
У лютому 1934 — травні 1937 року — заступник керівника, з травня 1937 року — керівник групи хімічної промисловості Комісії радянського контролю при РНК СРСР.
З травня 1937 року важко хворів, не працював.
З березня 1939 року — персональний пенсіонер республіканського значення в Москві.
З листопада 1941 по листопад 1943 року перебував в евакуації в Чкалові (Оренбурзі).
З листопада 1943 року — на пенсії в Москві.
Помер у 1965 році в місті Москва (Російська Федерація). Похований в колумбарії Новодівочого цвинтаря Москви.